# Депайе, Патрик
Патри́к Андре́ Эже́н Жозе́ф Депайе́ (фр. Patrick André Eugène Joseph Depailler; 9 августа 1944, Клермон-Ферран, Пюи-де-Дом, Франция — 1 августа 1980, Хоккенхайм, ФРГ) — французский автогонщик, участник чемпионата мира по автогонкам в классе Формула-1. Чемпион Европы Формулы-2.

## Биография
Французский автогонщик родился 9 августа 1944 года в небольшом городке Франции – Клермон-Ферран. В возрасте 18 лет Патрик Депайе пробовал свои силы на мотогонках. С 1967 года начал принимать участие в Формулe-3 Франции, где показывал неплохие результаты и в 1971 году стал чемпионом соревнований.
В 1968 году Депайе подал заявку на участие в гонках спортивных машин, проходивших в Монцe, и занял там третье место.
С 1972 года Патрик Депайе участвовал в заездах Формулы-2 и в этом сезоне смог занять третью позицию по итогам чемпионата. Кроме того, этот сезон ознаменовался для французского гонщика победой на Гран-при Монако и участием в двух заездах Формулы-1 в составе команды Tyrrell.
Сезон 1973 года стал для Патрика Депайе очередной ступенькой на пути к цели, француз занял третье место в чемпионате Формулы-2. А спустя год гонщик стал победителем, заняв первое место в итоговой таблице соревнований.
1974 год стал для Патрика Депайе первым полным сезоном Формулы-1, выступая за команду Tyrrell. Лучшим результатом стала гонка в Швеции, где Депайе занял второе место.
В 1975 году по итогам чемпионата Патрик Депайе стал девятым, а на внезачетной гонке Гран-при, проходившей в Швейцарии, приехал вторым. На протяжении следующих нескольких лет француз так и показывал средние результаты, оказываясь то на девятом, то на пятом месте.
С 1979 года Патрик Депайе выступал в чемпионате за команду Ligier. В начале сезона француз показывал хорошие результаты в заездах, однако получил травму и не смог завершить сезон достойно. Год спустя гонщик снова поменял команду и стал тренироваться за Alfa-Romeo. Но сезон не оказался результативным: гонщик не финишировал ни в одной гонке.

## Смерть
1 августа 1980 года Патрик Депайе попал в смертельную аварию на тестах в Хоккенхаймринге. У машины Альфа-Ромео сломалась подвеска, в результате чего автомобиль ударился в барьер в скоростном повороте «Осткурве», затем перелетел через барьер, задев голову гонщика.

## Результаты выступлении в Формуле-1
| Легенда к таблице |                                                                    |
| --- | ------------------------------------------------------------------ |
| В таблице перечислены результаты всех Гран-при Формулы-1, в которых принимал участие гонщик. Строками таблицы являются сезоны, столбцами — этапы чемпионата мира. В каждой клетке указаны сокращённое название этапа и результат, дополнительно обозначенный цветом. Расшифровка обозначений и цветов представлена в нижеследующей таблице. |                                                                    |
| \| Пример \| Описание \| \| ------------ \| ------------------------------------------------------------------ \| \| 1 \| Победитель \| \| 2 \| Второе место \| \| 3 \| Третье место \| \| 5 \| Финишировал, заработав очки \| \| Сход \| Не финишировал, но при этом заработал очки \| \| 12 \| Финишировал, не получив очков \| \| НКЛ \| Финишировал, но не попал в финальную классификацию \| \| 15 \| Участвовал вне зачёта, либо по отдельной классификации \| \| 18 \| Не финишировал, но попал в финальную классификацию \| \| Сход \| Не финишировал \| \| НКВ \| Не прошёл квалификацию \| \| НПКВ \| Не прошёл предквалификацию \| \| ДСК \| Дисквалифицирован \| \| ИСК \| Исключён из протокола соревнований \| \| ТТ \| Заявлен для участия только в тренировках \| \| НС \| Участвовал в квалификации, но не стартовал в гонке \| \| Т \| Травмирован или болен \| \| ОТК \| Отказ от участия \| \| НТР \| Прибыл на соревнования, но на трассу не выезжал \| \| НПР \| Был заявлен в числе участников, но не прибыл к началу соревнований \| \| О \| Соревнования отменены \| \| \| Не участвовал \| \| Поул-позиция \| \| \| Быстрый круг \| \| |                                                                    |
| Пример | Описание                                                           |
| 1 | Победитель                                                         |
| 2 | Второе место                                                       |
| 3 | Третье место                                                       |
| 5 | Финишировал, заработав очки                                        |
| Сход | Не финишировал, но при этом заработал очки                         |
| 12 | Финишировал, не получив очков                                      |
| НКЛ | Финишировал, но не попал в финальную классификацию                 |
| 15 | Участвовал вне зачёта, либо по отдельной классификации             |
| 18 | Не финишировал, но попал в финальную классификацию                 |
| Сход | Не финишировал                                                     |
| НКВ | Не прошёл квалификацию                                             |
| НПКВ | Не прошёл предквалификацию                                         |
| ДСК | Дисквалифицирован                                                  |
| ИСК | Исключён из протокола соревнований                                 |
| ТТ | Заявлен для участия только в тренировках                           |
| НС | Участвовал в квалификации, но не стартовал в гонке                 |
| Т | Травмирован или болен                                              |
| ОТК | Отказ от участия                                                   |
| НТР | Прибыл на соревнования, но на трассу не выезжал                    |
| НПР | Был заявлен в числе участников, но не прибыл к началу соревнований |
| О | Соревнования отменены                                              |
| | Не участвовал                                                      |
| Поул-позиция |                                                                    |
| Быстрый круг |                                                                    |

| Сезон | Команда     | Шасси | Двигатель            | Ш | 1        | 2        | 3        | 4        | 5        | 6        | 7        | 8        | 9        | 10       | 11       | 12       | 13       | 14       | 15       | 16    | 17    | Место | Очки   |
| ----- | ----------- | ----- | -------------------- | - | -------- | -------- | -------- | -------- | -------- | -------- | -------- | -------- | -------- | -------- | -------- | -------- | -------- | -------- | -------- | ----- | ----- | ----- | ------ |
| 1972  | Тиррелл     | 004   | Косворт DFV V8       | G | АРГ      | ЮАР      | ИСП      | МОН      | БЕЛ      | ФРА НКЛ  | ВЕЛ      | ГЕР      | АВТ      | ИТА      | КАН      | США 7    |          |          |          |       |       | НКЛ   | 0      |
| 1974  | Тиррелл     | 005   | Косворт DFV V8       | G | АРГ 6    | БРА 8    | ЮАР 4    |          |          |          |          |          |          |          |          |          |          |          |          |       |       | 9     | 14     |
| 1974  | Тиррелл     | 006   | Косворт DFV V8       | G |          |          |          | ИСП 8    |          | МОН 9    |          |          | ФРА 8    |          |          |          |          |          |          |       |       | 9     | 14     |
| 1974  | Тиррелл     | 007   | Косворт DFV V8       | G |          |          |          |          | БЕЛ Сход |          | ШВЕ 2    | НИД 6    |          | ВЕЛ Сход | ГЕР Сход | АВТ Сход | ИТА 11   | КАН 5    | США 6    |       |       | 9     | 14     |
| 1975  | Тиррелл     | 007   | Косворт DFV V8       | G | АРГ 5    | БРА Сход | ЮАР 3    | ИСП Сход | МОН 5    | БЕЛ 4    | ШВЕ 12   | НИД 9    | ФРА 6    | ВЕЛ 9    | ГЕР 9    | АВТ 11   | ИТА 7    | США Сход |          |       |       | 9     | 12     |
| 1976  | Тиррелл     | 007   | Косворт DFV V8       | G | БРА 2    | ЮАР 9    | СШЗ 3    |          |          |          |          |          |          |          |          |          |          |          |          |       |       | 4     | 39     |
| 1976  | Тиррелл     | P34   | Косворт DFV V8       | G |          |          |          | ИСП Сход | БЕЛ Сход | МОН 3    | ШВЕ 2    | ФРА 2    | ВЕЛ Сход | ГЕР Сход | АВТ Сход | НИД 7    | ИТА 6    | КАН 2    | США Сход | ЯПО 2 |       | 4     | 39     |
| 1977  | Тиррелл     | P34   | Косворт DFV V8       | G | АРГ Сход | БРА Сход | ЮАР 3    | СШЗ 4    | ИСП Сход | МОН Сход | БЕЛ 8    | ШВЕ 4    | ФРА Сход | ВЕЛ Сход | ГЕР Сход | АВТ 13   | НИД Сход | ИТА Сход | США 14   | КАН 2 | ЯПО 3 | 9     | 20     |
| 1978  | Тиррелл     | 008   | Косворт DFV V8       | G | АРГ 3    | БРА Сход | ЮАР 2    | СШЗ 3    | МОН 1    | БЕЛ Сход | ИСП Сход | ШВЕ Сход | ФРА Сход | ВЕЛ 4    | ГЕР Сход | АВТ 2    | НИД Сход | ИТА 11   | США Сход | КАН 5 |       | 5     | 34     |
| 1979  | Лижье       | JS11  | Косворт DFV V8       | G | АРГ 4    | БРА 2    | ЮАР Сход | СШЗ 5    | ИСП 1    | БЕЛ Сход | МОН 5    | ФРА      | ВЕЛ      | ГЕР      | АВТ      | НИД      | ИТА      | КАН      | США      |       |       | 6     | 20(22) |
| 1980  | Альфа-Ромео | N179  | Альфа-Ромео 1260 V12 | G | АРГ Сход | БРА Сход | ЮАР НКЛ  | СШЗ Сход | БЕЛ Сход | МОН Сход | ФРА Сход | ВЕЛ Сход | ГЕР      | АВТ      | НИД      | ИТА      | КАН      | США      |          |       |       | НКЛ   | 0      |

## Примечание
1. 1 2 3 4  Fichier des personnes décédées mirror
2. 1 2  Fichier des personnes décédées
3. ↑  Вплоть до 1990 года, не все очки, которые получал пилот, шли в зачет чемпионата (см. Система начисления очков в Формуле-1) — число очков не в скобках обозначает шедшие в зачет чемпионата; число в скобках обозначает общее количество очков.